# Adele Horin
Adele Marilyn Horin (Perth, 25 de enero de 1951 - Sídney, 21 de noviembre de 2015) fue una periodista australiana. Se retiró en 2012 como columnista y periodista de The Sydney Morning Herald. Escritora prolífica y polarizadora sobre temas sociales, fue descrita como "la feminista residente del periódico".

## Biografía
Horin nació en St Anne's Hospital, Mt Lawley en 1951 y creció en Applecross, Australia Occidental, un suburbio de Perth. Educada en Applecross Primary School y Applecross Sénior High School, comenzó su carrera periodística en el periódico The West Australian, mientras obtenía una licenciatura en Artes en la Universidad de Western Australia.

## Carrera profesional
Trabajó en Nueva York como corresponsal para Australian Women's Weekly y Cleo, y luego para The Sydney Morning Herald. Posteriormente trabajó en Washington, Nueva York y Londres cubriendo política, sociedad y economía para el diario The National Times. En Australia, después de un período con el programa de ABC Radio National Life Matters, se unió a The Sydney Morning Herald. Tuvo una columna de sábado en la página de comentarios del periódico. Normalmente tomando un punto de vista de izquierda, generalmente trataba temas sociales.

## Muerte
El 15 de noviembre de 2015, anunció a través de su blog el regreso del cáncer de pulmón, que había sido tratado agresivamente el año anterior. Indicó que estaba demasiado enferma para seguir escribiendo. Murió el 21 de noviembre del mismo año, a los 64 años.